# Gare de Józsefváros
La Gare de Józsefváros (en hongrois : Józsefvárosi pályaudvar) est une ancienne gare ferroviaire située dans le 8e arrondissement de Budapest, sur Orczy tér. Elle abrite les locaux d'un futur centre culturel sur l'Holocauste. 